# Amaunet
Amaunet o Imnt (també escrit Amonet o Amunet), en la mitologia egípcia, és una deessa primordial de la religió egípcia antiga. Tebes va ser el centre del seu culte durant l'última dinastia, el Regne Ptolemaic, l'any 30 aC. Està testimoniada en els primers textos religiosos egipcis coneguts i, com era costum, es va emparellar amb un homòleg que porta el mateix nom, però en masculí, Amon. Es pensava que existien abans de l'inici de la creació juntament amb altres tres parelles que representaven conceptes primigenis.
Mare i deessa de la fertilitat, representa el vent del nord. Junt amb el seu marit, Amun, era part de l'Ogdoad. Segons altres versions, és la part femenina d'un déu androgin, format doncs per Amun-Amaunet. Era una deessa de l'inframon que vivia en un arbre al mig d'un desert, on donava la benvinguda a les noves ànimes mortes. El nom també es feia servir per referir-se al mateix inframón. Se la representa com una dona amb ales i una serp al cap. Es deia que era l'encarregada de donar el coneixement secret al nou faraó, un coneixement que bufava a la seva orella i que variava segons les generacions.